# Bourgs sur Colagne
Bourgs sur Colagne község Franciaország Okcitánia régiójában, Lozère megyében. Új községként 2016. január 1-jén jött létre Le Monastier-Pin-Moriès és Chirac korábbi községek egyesítésével.

## Népesség
| Lakosok száma | 2137 | 2115 | 2092 | 2091 | 2078 | 2077 |
|               | 2017 | 2018 | 2019 | 2020 | 2021 | 2022 |